# Телефонные Системы (компания)
ООО «Телефонные Системы» — российский разработчик систем автоматизации call-центров и IP АТС. Основное решение — коммуникационная платформа Oktell. Компания основана в Казани в 2005 году. Входит в ТОП-10 программных IP АТС на российском рынке и в ТОП-5 поставщиков решений для call-центров.

## История
- В 2005 году в России создан Oktell — программная IP PBX под операционную систему Windows.
- В 2008 году СибГУТИ выбирает Oktell в качестве учебного материала для практики построения систем автоматизации телефонного обслуживания.
- В 2012 году выпущена библиотека JavaScript для интеграции телефонии Oktell в web-приложения.[3]
- В 2012 году — Oktell занимает первое место по количеству инсталляций на Украине.[4]
- В 2013 году в партнерстве и по заказу Yeastar создан модуль CRM Gateaway, расширяющий функциональность гибридных АТС.[5]
- В 2014 году осуществлена полноценная интеграция с сервисом речевого распознавания Yandex.SpeechKit.[6]

## Направление деятельности
- Разработка решений для автоматизации call-центров и оснащения корпоративного сектора IP-телефонией;
- Внедрение и сопровождение программных продуктов Oktell;
- Обучение и сертификация специалистов компаний-партнеров.

## Продукты
- Oktell Call-центр — ПО для организации контакт-центров и центров обработки вызовов
- Oktell IP АТС  — ПО для организации систем корпоративной связи
- Oktell Antirobot — анализатор голосовых ответов мобильных операторов
- Okapp — web-приложение для операторов
- Okboard — модуль сбора и анализа статистики для контакт-центров
- Okbutton — SIP-софтфон в браузере для осуществления звонков с сайта
- Oktell Miniphone — программный телефон для операторов call-центра
- Oktell SIP-GSM -— бесплатный многоканальный шлюз для обмена голосовым трафиком между GSM и VoIP-сетями
- Oktell Chrome Call Plugin — приложение для звонков из браузера Google Chrome

## Технические особенности
- Код Oktell написан на C++ и C#
- Корпоративная сеть строится на основе SIP-протокола
- JavaScript плагин для интеграции телефонии в приложения: CRM, ERP-системы, MS-пакет, Helpdesk-сервисы и др.
- WebSocket-протокол взаимодействия ядра Oktell со сторонними приложениями, выполненными по web-технологии
- HTTP-протокол для обработки http-запросов, поступающих к серверу или к клиентскому приложению
- Возможность исключить COM-взаимодействие и напрямую работать с объектом .net платформы по аналогичному интерфейсу
- Oktell имеет высокую степень защиты от взлома

## Распространение
Партнерская сеть компании насчитывает более 70 организаций в России и странах СНГ. По состоянию на июль 2014 года, по данным «Телефонных Систем», продукты Oktell установлены более чем в 2500 компаниях в 21 стране мира. По данным исследования РБК на 2013 год Oktell внедрен в 2038 российских call-центрах (из них: 1 — более 1000 рабочих мест, 15 — более 500; в т.ч. 29 внедрений - для аутсорсинговых контакт-центров), что делает данное решение одним из ведущих среди подобных отечественных разработок. По количеству агентских мест (66435 мест), установленных в call-центрах в России компания лидирует на российском рынке (по данным вендоров за 2013 год).  По ряду рейтингов среди офисных IP АТС решение Oktell занимает места в первой десятке (в первой пятерке среди российских продуктов). Однако, по заявлению разработчиков, продукт по функционалу значительно шире виртуальной АТС и является полноценной "коммуникационной платформой", вследствие чего данное сравнение некорректно по ряду пунктов (цена, скорость инсталляции и т.д.). Сравнение программных решений с "коробочными" традиционно не проводится. Годовая выручка компании к 2013 году составила около 60 млн. рублей с устойчивой тенденцией к росту.